# Đạn cao su

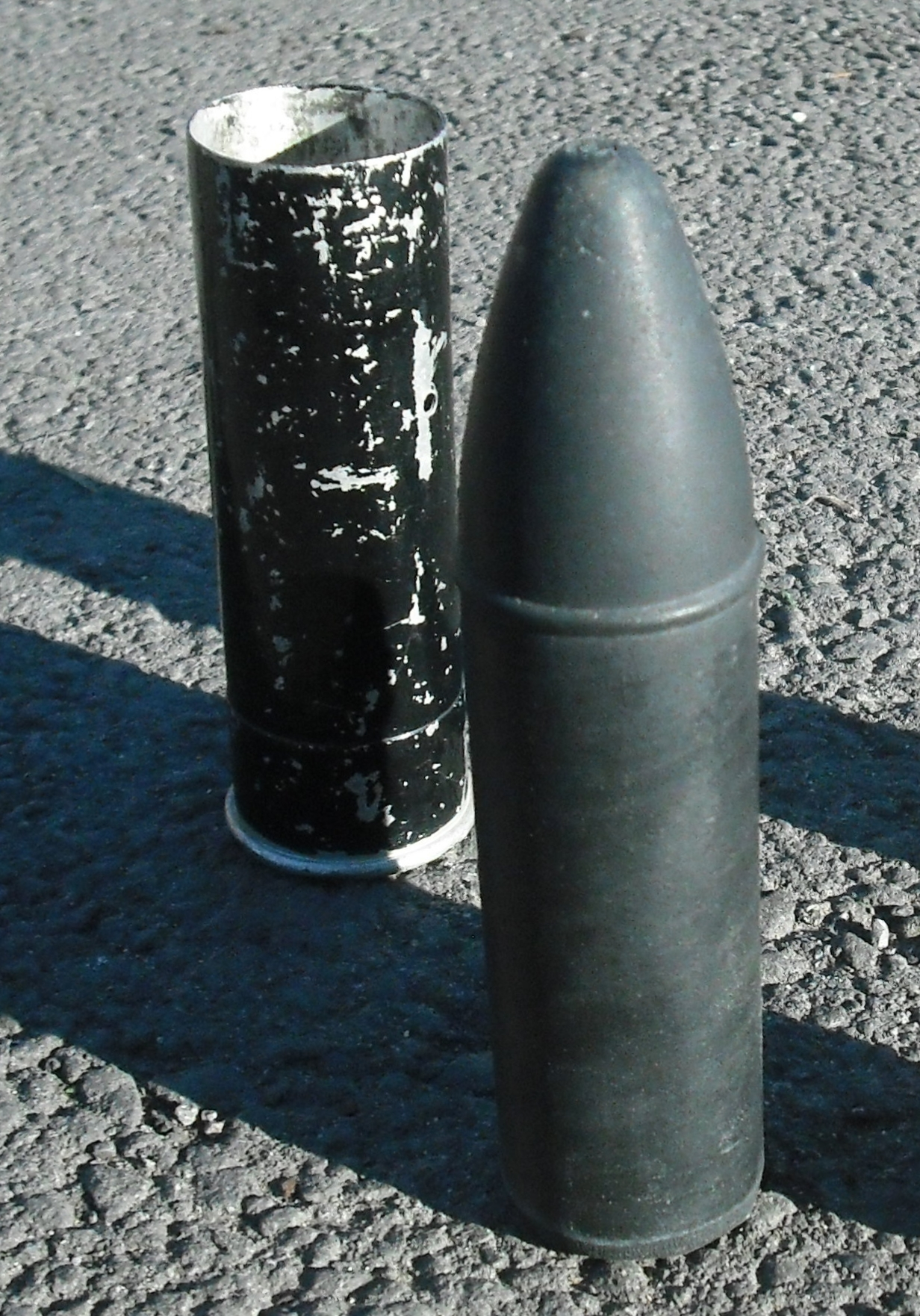
Đạn cao su 37 mm của quân đội Anh, được sử dụng ở Bắc Ireland

Đạn cao su là cao su hoặc cao su bọc đạn có thể được bắn từ một trong hai tiêu chuẩn vũ khí hoặc súng chống bạo động chuyên dụng. Chúng được dự định để làm đạn thay thế ít gây chết người hơn cho các viên đạn kim loại. Giống như các loại đạn tương tự khác làm từ nhựa, sáp và gỗ, đạn cao su có thể được sử dụng để bắn tầm ngắn và kiểm soát động vật, nhưng thường được sử dụng nhất trong kiểm soát bạo loạn và phân tán các cuộc biểu tình. Những loại đạn này đôi khi được gọi là đạn baton (dùi cui). Đạn cao su phần lớn đã được thay thế bằng các vật liệu khác vì cao su có xu hướng nảy không kiểm soát.
"Đạn tác động động lực" như đạn cao su sẽ gây đau nhưng không gây thương tích nghiêm trọng. Đạn loại này dự kiến sẽ tạo ra sự lây nhiễm, mài mòn và khối máu tụ. Tuy nhiên, chúng có thể gây gãy xương, chấn thương nội tạng hoặc tử vong. Trong một nghiên cứu về thương tích ở 90 bệnh nhân bị thương do đạn cao su, 1 người chết, 17 người bị thương tật hoặc dị tật vĩnh viễn và 41 người phải điều trị tại bệnh viện sau khi bị bắn bằng đạn cao su.
Đạn cao su được Bộ Quốc phòng Anh phát minh ra để sử dụng chống lại những kẻ bạo loạn ở Bắc Ireland trong xung đột vũ trang ở đó, và lần đầu tiên được sử dụng tại Bắc Ireland vào năm 1970.